# Mycteroperca microlepis
La cuna aguají o abadejo (Mycteroperca microlepis) es una especie de pez costero de América del Norte de la familia Serranidae de interés pesquero.

## Descripción
Es un pez de grandes dimensiones cefálicas en comparación al resto de su cuerpo. Los peces adultos (más de 60 cm) poseen fosas nasales posteriores mucho mayores a las anteriores. Aleta dorsal con 11 espinas y 16-18 radios blandos, la tercera o carta espina es más larga con membranas interespinales marcadamente cortas. Las escamas son lisas excepto debajo la aleta pectoral; en la línea lateral posee 88-96 escamas, y en la serie lateral presenta 128-146 escamas. Su color es variable, en hembras y juveniles va del gris pardusco con manchas más obscuras; en reposo o camuflaje muestran cinco faldillas color marrón obscuro separadas por líneas blancas cortas debajo de la aleta dorsal; posee fases de vientre negro y espalda negra principalmente en machos adultos. 
Los machos con fase vientre negro son de color gris pálido con marcas obscuras tenues debajo de la aleta dorsal, mientras la parte ventral sobre la aleta anal, el margen de la aleta dorsal y la parte trasera central de la aleta caudal, y los márgenes posteriores de las aletas pectoral y pélvica son de color negro. La fase espalda negra presenta más pigmentación negra en la parte posterior del cuerpo, mitad dorsal del pedúnculo,las aletas dorsal y anal, sobre el hocico y frente las mandíbula; la aleta caudal es blanca con un margen negro en la parte posterior. Tamaño máximo en 120 cm y peso de 39 kg.

## Ecología
Se encuentra desde Carolina del Norte a la Península de Yucatán, además de las Bermudas, Cuba y Brasil, pero poco común en el Caribe, y los juveniles se han reportado hasta Massachusetts. Los juveniles habitan en estuarios y praderas marinas mientras los adultos gustan de arrecifes y fondos rocosos o con hierba en desde la costa hasta profundidades de entre 40-80 metros, y rara vez a 152 metros, prefiriendo hábitats complejos estructuralmente, como los arrecifes de Oculina.
Es una de las especies de mero más comunes al este del Golfo de México. Se le puede encontrar en solitario o en grupos de cinco a 50 individuos. En el Banco de Campeche se han capturado hembras juveniles entre los 1-10 metros de profundidad mientras que los adultos y subadultos se les capturó fondos entre los 33 y 167 metros. Son carnívoros, los adultos se alimentan de peces, cangrejos, camarones y cefalópodos, y los juveniles consumen crustáceos propios del fondo de las praderas marinas como copépodos, anfípodos, camarones de hierba, camarones peneídos y peces. Su esperanza de vida se estima en 17-20 años.

## Reproducción
Son hermafroditas proterogínicos monándricos; las hembras maduran a los 5 o 6 años (67 a 75 cm de longitud total), sin observarse machos menores a esas tallas, y la mayoría cambia de sexo entre 10 y 11 años (95 a 100 cm). Las hembras superan en número a los machos 6:1 y en zonas con alta actividad pesquera de 15:1. Generan gónadas entre diciembre y mayo y sus picos de actividad se presentan durante febrero y marzo, cuando forman congregaciones reproductivas en arrecifes a 50-120 metros de profundidad. Una hembra de 90 cm puede producir 1.5 millones de huevos.

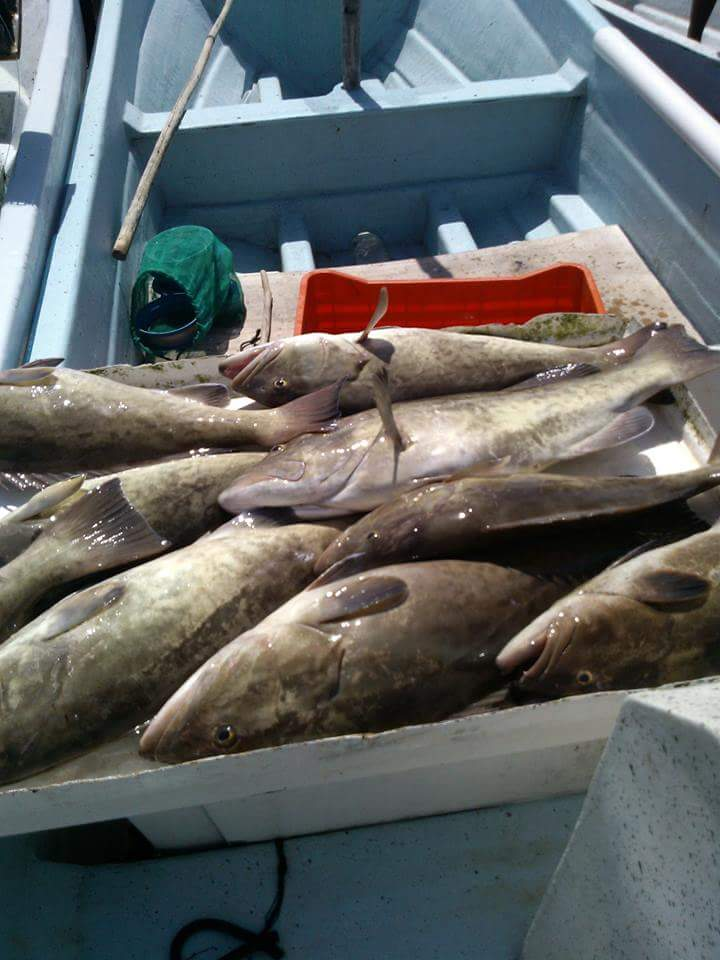
Captura de abadejos (Mycteroperca microlepis) por la flota ribereña de San Felipe, Yucatán

## Conservación
Se le considera como una especie en Preocupación menor, sin embargo, hasta 1996 se le consideraba vulnerable. Aun hoy, los efectos de la pesca comercial y deportiva que incide sobre adultos y juveniles amenaza a la población total al impactar sobre la composición misma de esta; la baja proporción de machos, que en los últimos 20 años se han reducido de un 17 a un 1%, pone en riesgo a la población a los efectos de la endogamia. Al parecer sus hábitos de formar congregaciones reproductivas en aguas someras que los ponen al disposición de los pescadores representa su mayor amenaza.
En los estados Unidos se aplica una talla mínima de captura de 20 pulgadas y en México de 36.3 cm

## Pesquería en México
En México forma parte de las especies asociadas a la pesquería del mero rojo (Epinephelus morio), considerando como una parte mínima de las capturas, sin embargo, las capturas de mero suelen agregar varias especies de meros sin distinguir registros entre una especie y otra. La pesquería del mero se considera sobre explotada y en deterioro.